# Маринзея (усадьба)
Усадьба Маринзея (латыш. Marinzejas muiža) — поместье XIX века, расположенное в городе Екабпилс, Латвия. Изначально усадьба была построена как летняя резиденция для графов Борх. В настоящее время в ней располагается Аташиенская средняя школа имени братьев Скринд.

## История
Усадьба была построена в 1847 году Иосифом Казимиром Петром Михаилом фон дер Борхом, который был женат на родственнице Александра Пушкина Эмме Холинской. Изначально усадьба называлась Мариензее (нем. Mariensee), что переводится с немецкого как «Озеро Марины». Семья фон Борхов проводила своё время в резиденции летом. У усадьбы была смотровая башенка и бельведер над центральной частью. В ходе боёв Второй мировой войны смотровая башенка была уничтожена и больше не восстанавливалась. В здании сохранились печи и частично отделка интерьеров.